# سوقومون سوقومونیان (تاریخ‌نگار ادبی)
سوقومون سوقومونیان (ارمنی: Սողոմոն Սողոմոնյան؛  زادهٔ ۳ سپتامبر ۱۹۰۷ - درگذشته ۲۸ اوت ۱۹۷۸) نویسنده و تاریخ‌نگار ادبی اهل ارمنستان بود.

## زندگی‌نامه
وی در ۳ سپتامبر ۱۹۰۷ به دنیا آمد و از دانشگاه دولتی ایروان فارغ‌التحصیل گشت. وی عضو اتحادیه نویسندگان شوروی بود. همچنین برندهٔ جوایزی همچون نشان پرچم سرخ کار شده‌است. وی در ۲۸ اوت ۱۹۷۸ در سن ۷۰ سالگی در ایروان درگذشت و در پانتئون کومیتاس به خاک سپرده شد.